# Wá'il al-Halkí
Wá'il al-Halkí, též Wael Nader al-Halqi (* 1964 Jasim, Sýrie), byl v letech 2012 až 2016 premiérem Sýrie. V letech 2011 až 2012 zastával funkci ministra zdravotnictví.

## Život
Halkí patří k sunnitským muslimům. Vystudoval medicínu na univerzitě v Damašku, jeho specializací se pak stala gynekologie a porodnictví. Několik let pracoval jako lékař.
Ve funkci premiéra nahradil Rijáda Hidžába, který v roce 2012 uprchl do Jordánska a přidal se k opozici.

## Atentát
V srpnu 2013 přežil Halkí atentát. V blízkosti vládního konvoje tehdy vybuchla bomba nastražená v autě, kterou útočníci odpálili na dálku. Halkí vyvázl nezraněn, několik lidí však přišlo o život.